# Electronic Music Studios

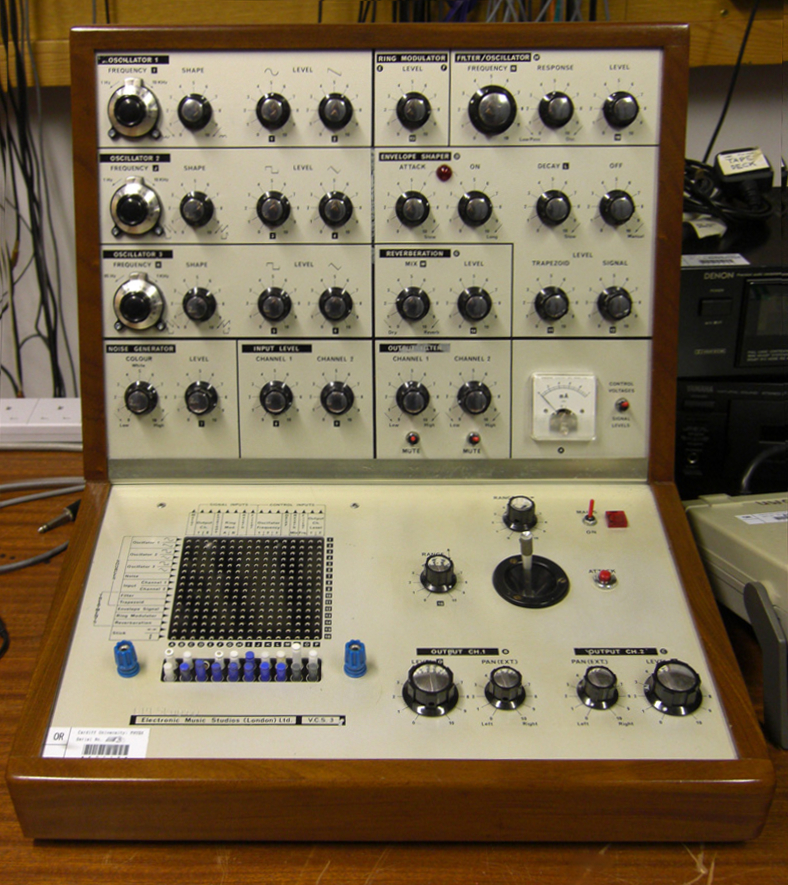
Vista de frente do VCS 3

Electronic Music Studios (London) Ltd. (normalmente abreviado para EMS) é uma companhia de sintetizadores fundada em 1969 por Peter Zinovieff, Tristam Cary e David Cockerell.

## Linha do tempo de produtos principais
- 1969 - EMS VCS 3
- 1971 - EMS Synthi A
- 1971 - EMS Synthi AK
- 1971 - EMS Synthi 100
- 1971 - EMS Synthi Sequencer 256 [2]
- 1972 - EMS Synthi AKS
- 1973 - EMS Synthi Hi-Fli  [3]
- 1974 - EMS Spectron (sintetizador de vídeo) [4]
- 1975 - EMS Synthi E [5]
- 1976 - EMS Vocoder 5000 [6]
- 1977 - EMS Vocoder 2000 [7]
- 1978 - EMS PolySynthi (sintetizador polifônico) [8]